# Nakasendō

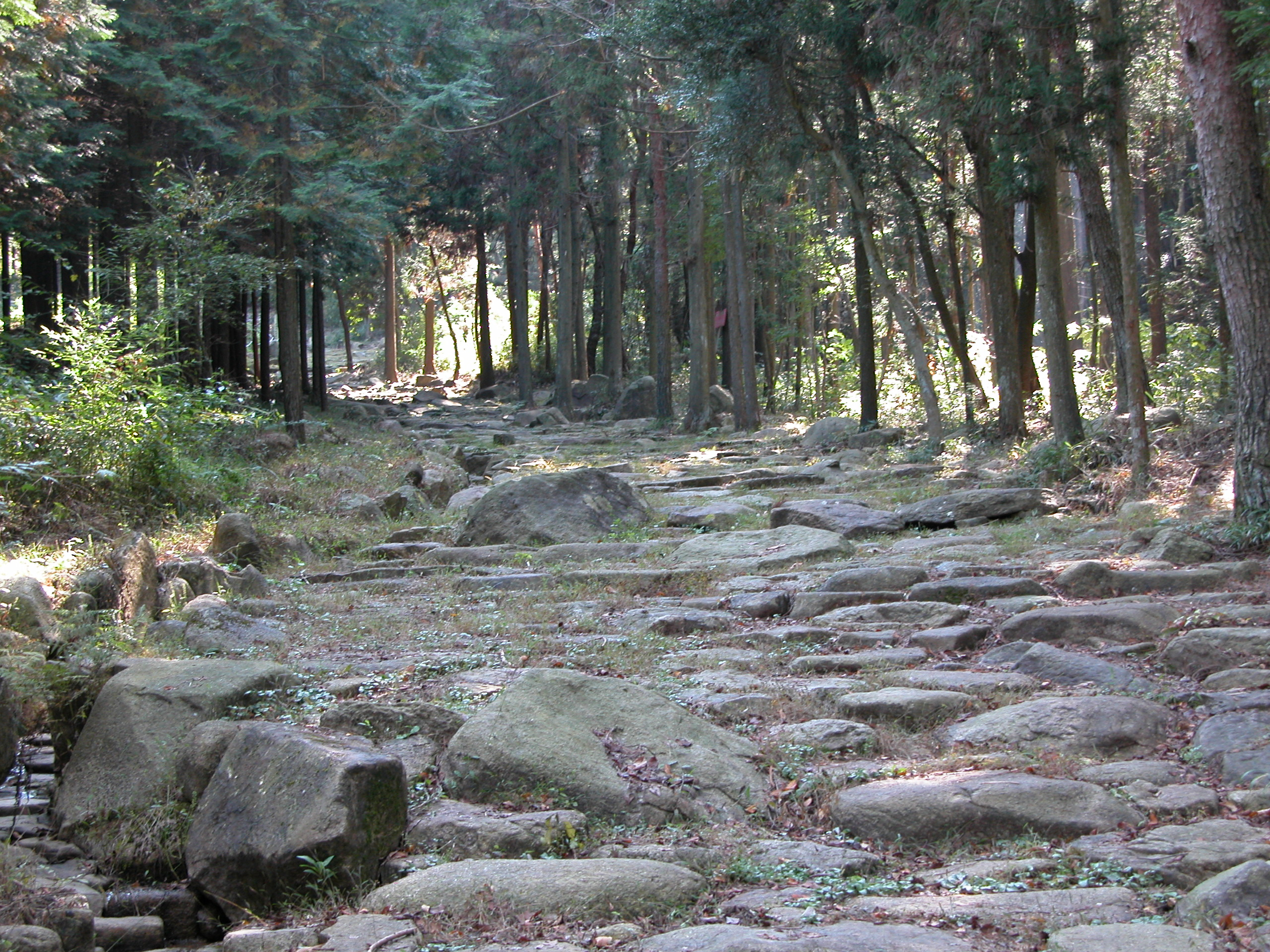
Ishidatami (pavés) originaux de la Nakasendō.

Le Nakasendō (中山道), également appelé Kisokaidō (木曾街道), était l'une des cinq routes d'Edo pendant la période Tokugawa, et l'une des deux reliant Edo (actuel Tokyo) à Kyoto au Japon. Elle comptait 69 stations et traversait les provinces de Musashi, de Kōzuke, de Shinano, de Mino et d'Ōmi. En plus de celles de Tokyo et Kyoto, le Nakasendō passait par les préfectures actuelles de Saitama, de Gunma, de Nagano, de Gifu et de Shiga, pour une distance totale d'environ 542 km.
À la différence du Tōkaidō qui longeait la côte, le Nakasendō restait dans l'intérieur, d'où son nom, qui peut se traduire par « la voie à travers les montagnes centrales » (par opposition au « Tōkaidō », qui signifie grossièrement « la voie de la mer de l'Est »). Du fait que c'était une route sûre et de bonne qualité, beaucoup de personnes célèbres, dont le poète de haïku Bashō Matsuo, l'ont emprunté au moins une fois dans leur vie.

## Avant le Nakasendō

### Ritsuryō
Vers le début du VIe siècle, juste après l'établissement du ritsuryō, la zone qui deviendrait plus tard la Nakasendō a été créée pour relier Kinai, où se trouvait l'ancienne capitale du Japon, aux provinces du Tōsandō (une partie du Gokishichidō) à l'est.

### Période Sengoku
Au cours de la période Sengoku, qui a duré du XIVe au XVIe siècle, le Tōsandō était contrôlé par les clans Takeda (province de Kai), Ogasawara (province de Shinano), Kanamori (province de Hida) et Oda (province de Mino). Afin de relier le Tōsandō au Tōkaidō (et les Takeda avec les Oda), un réseau de routes a été développé. Ces itinéraires sont aujourd'hui sur le trajet des autoroutes nationales modernes numéro 52, 151, 153, et 22.

## Création du Nakasendō

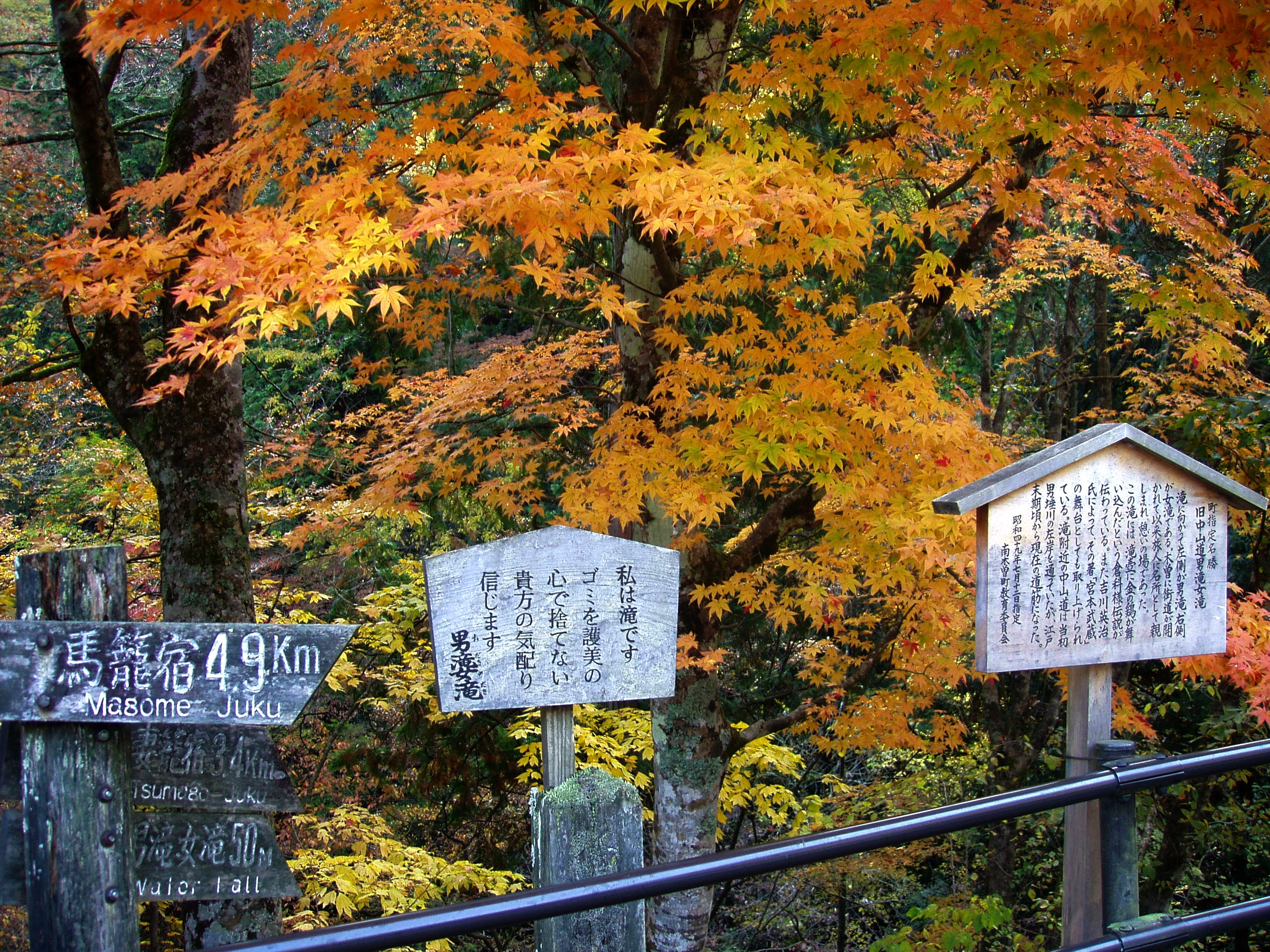
Le long de la Nakasendō entre Tsumago et Magome.

Dans les premières années de la période Edo, beaucoup de changements politiques, juridiques, culturels et intellectuels ont eu lieu, dont la rénovation du réseau routier vieux de plus de mille ans. Cinq routes ont été officiellement désignées comme voies officielles pour l'usage du shogun et des daimyos pour fournir au shogunat Tokugawa le réseau de communications dont il avait besoin pour stabiliser et diriger le pays. L'une de ces cinq routes était le Nakasendō, qui partait d'Edo, la capitale du shogun, traversait les montagnes centrales de Honshū et reliait Kyoto.
Avant la création de ces itinéraires commerciaux officiels, beaucoup d'itinéraires plus courts existaient, reliant les villes sur des distances différentes. L'une de ces voies était la Kisoji, qui était composée de onze stations qui deviendront plus tard une partie de celles du Nakasendō (de Niekawa-juku à Magome-juku). Avant la période Edo, l'itinéraire avait deux dénominations : Sandō (山道) et Tōsandō (東山道). Au cours de la période Edo, le nom a été changé en Nakasendō, bien qu'il pouvait être écrit de deux manières : 中山道 et 中仙道, mais le shogunat Tokugawa finit par fixer 中山道 comme nom officiel en 1716.

## Le Nakasendō aujourd'hui

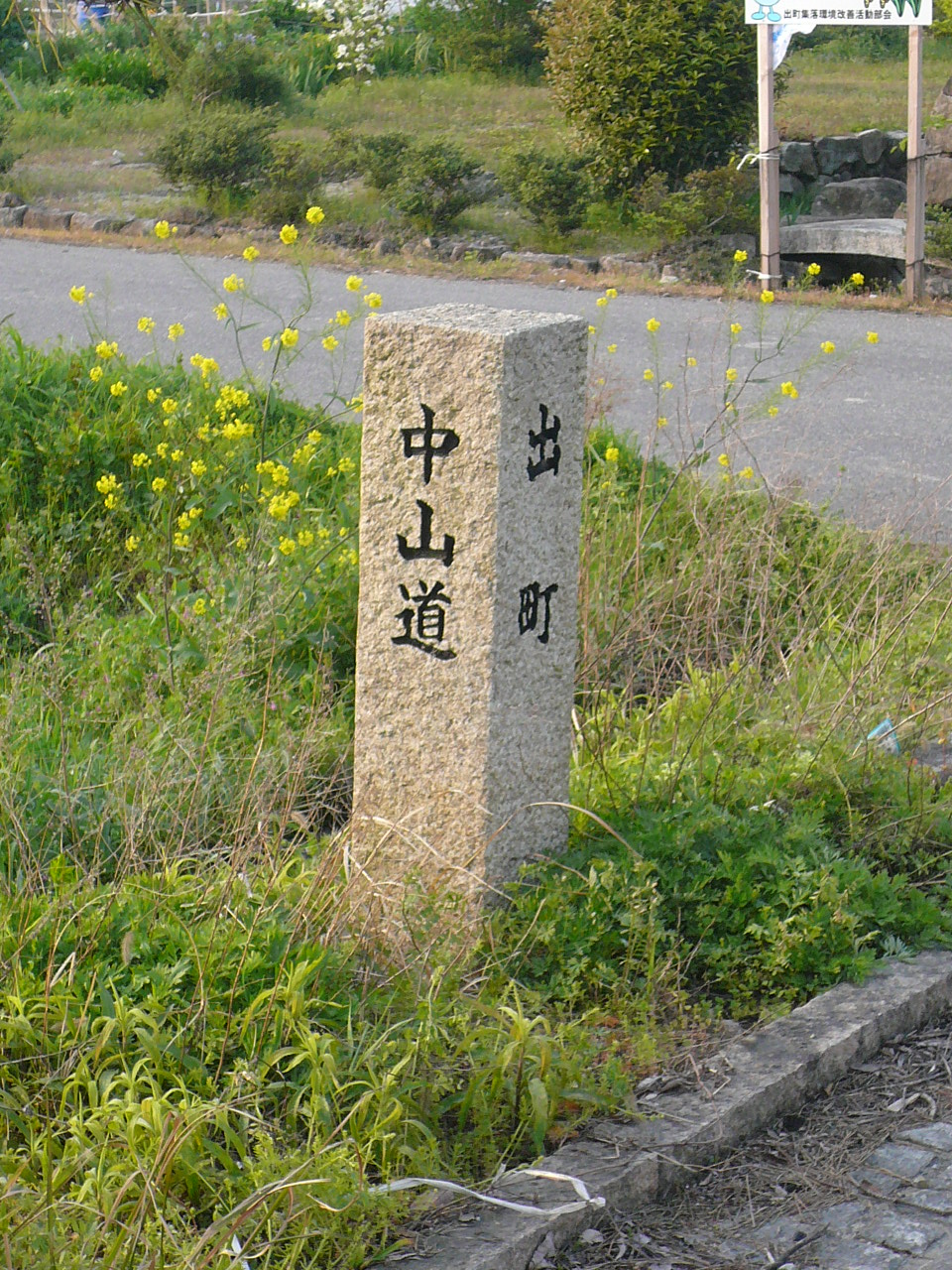
Une borne moderne de la Nakasendō près de la station Takamiya-juku.

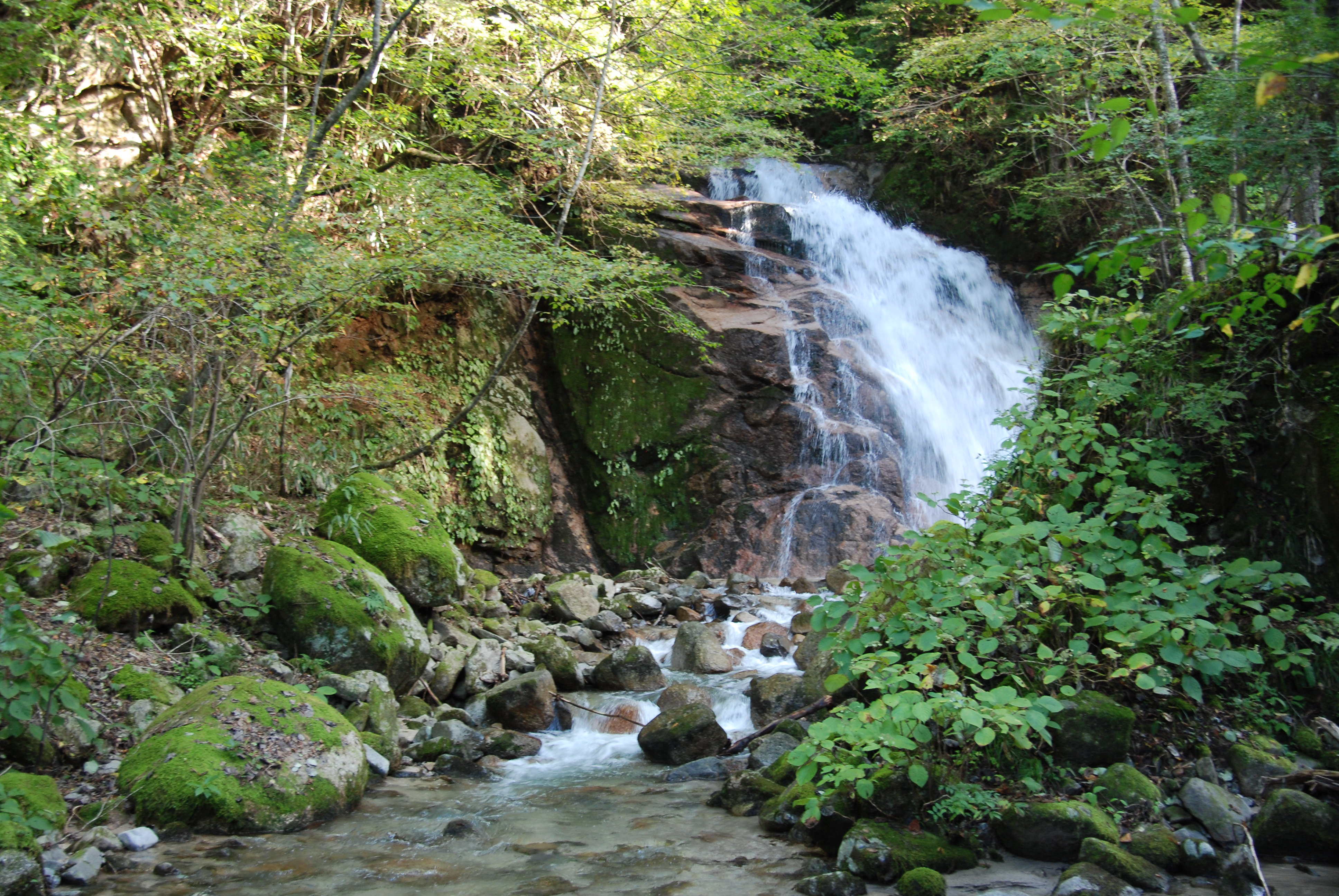
Chutes d'eau d'Odaki à l'ouest de la station Tsumago-juku.

Il y a eu beaucoup de constructions modernes le long de la Nakasendō mais quelques parcelles d'origine demeurent, alors que d'autres ont été reconstituées ces dernières décennies. La section la plus connue se situe dans la vallée de Kiso, entre Tsumago-juku (préfecture de Nagano) et Magome-juku (préfecture de Gifu). Ce secteur a été rendu célèbre par l'écrivain Tōson Shimazaki, qui a fait la chronique des effets de la restauration de Meiji sur la vallée dans son roman Yoake mae (Avant l'aube). Cette section de huit kilomètres peut encore être parcourue à pied sans problème et les stations de Tsumago-juku et de Magome-juku ont été préservées et reconstituées dans l'architecture traditionnelle. La promenade entre ces stations historiques demande deux à trois heures de marche, avec des forêts sur le trajet, du pavage reconstitué et des belles vues sur des chutes d'eau.
Bien qu'une grande partie du Nakasendō n'existe plus sous sa forme historique, son trajet est aujourd'hui suivi par des routes modernes. Dans l'ordre :
- route 17: de Tokyo à Takasaki (préfecture de Gunma) ;
- route 18: Takasaki à Karuizawa (préfecture de Nagano) ;
- route 142: Saku à Shimosuwa (préfecture de Nagano) ;
- route 20: Shimosuwa à Shiojiri (préfecture de Nagano) ;
- route 19: Shiojiri à Ena (préfecture de Gifu) ;
- route 21: Mitake (Préfecture de Gifu) à Maibara (préfecture de Shiga) ;
- route 8: Maibara à Kusatsu (préfecture de Shiga) ;
- route 1: Kusatsu à Kyoto.

Il y a également des chemins de fer modernes qui suivent le Nakasendō, la ligne Takasaki, la ligne principale Shin'etsu, la ligne principale Chūō, la ligne Taita et la ligne principale Tōkaidō.